# وارنر برادرز مونترال
 وارنز برادرز مونترال (انگلیسی: WB Games Montréal) یک توسعه دهنده بازی های ویدیویی کانادایی واقع در مونترال کانادا میباشد. این استودیو زیر مجموعه شرکت سرگرمی تعاملی برادران وارنر میباشد و بیشتر با آثار بتمن: ریشه‌های آرکهام شناخته میشود.